# Mornington Crescent

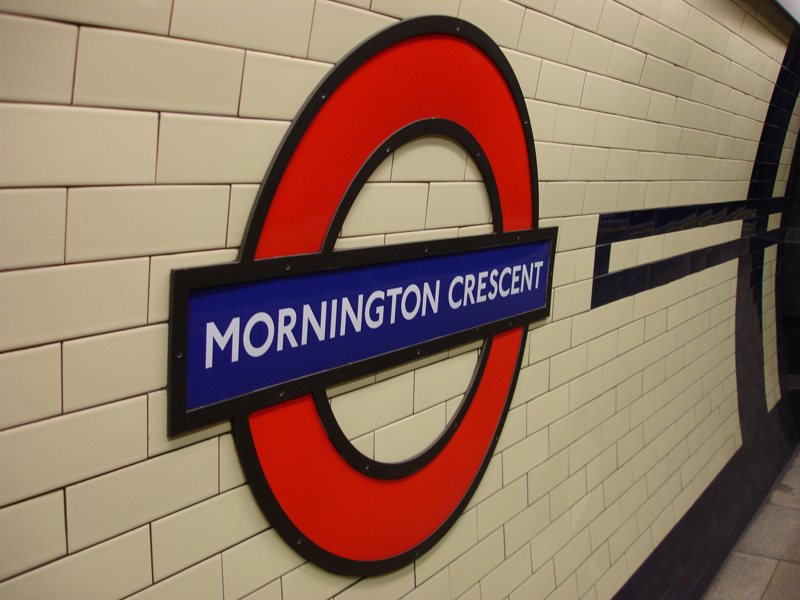
jogo de improviso

Mornington Crescent é um jogo de improviso criado e exibido no programa de rádio humorístico I'm Sorry I Haven't a Clue, da emissora britânica BBC Radio 4, cuja inspiração e conceito é baseado no mapa da rede do Metro de Londres. O próprio nome do jogo, é o nome de uma das 270 estações do metropolitano.

## Spin-offs e publicações
No Natal de 1984, a Rádio 4 transmitiu um programa especial, "Everyman's Guide to Mornington Crescent", um "documentário em duas partes" sobre a história do jogo e suas regras, apresentado por Raymond Baxter. No final da primeira parte (concentrando-se na história), foi anunciado que a segunda parte (sobre as regras) havia sido adiada devido a "dificuldades de programação".
Outro documentário foi transmitido em véspera de Natal em 2005. Foi nomeado "In Search of Mornington Crescent" e narrado por Andrew Marr. Desde então, este também foi lançado em um CD da BBC Audiobook.
Dois livros de regras e história foram publicados, "O Pequeno Livro de Mornington Crescent" (2001; ISBN 0-7528-1864-3), por Graham Garden, Tim Brooke -Taylor]], Barry Cryer e Humphrey Lyttelton e  Mornington Crescent Almanac de Stovold  (2001; ISBN 0-7528-4815-1), de Graeme Garden.
Uma variante de jogo de tabuleiro foi desenvolvida por desenvolvedor web Kevan Davis e suas regras estão disponíveis em seu site.